# Gliese 581 e
Gliese 581 e (Gl 581 e, voire GJ 581 e) est une exoplanète découverte dans le système planétaire de l'étoile Gliese 581, une naine rouge de 0,31 masses solaires située à quelque 20,3 années-lumière (soit 6,2 pc, ou encore 1,92 × 1014 km) de la Terre, dans la constellation de la Balance. À la date de sa découverte, il s'agit de la moins massive des planètes détectées autour d'étoiles « normales », c'est-à-dire abstraction faite de celles des pulsars. À une distance orbitale de seulement 0,03 UA de son étoile (hors de la zone habitable), il est peu probable qu'elle dispose d'une atmosphère en raison de sa température de surface élevée et du fort rayonnement de l'étoile proche,,,.

## Découverte
La planète a été découverte par l'équipe de Michel Mayor de l'observatoire de Genève en Suisse, en utilisant le spectromètre HARPS de l'observatoire européen austral, avec le télescope de 3,6 mètres de l'ESO à l'observatoire de La Silla, au Chili. La découverte a été annoncée le 21 avril 2009.
| Planète                                                                         | Masse (M⊕)   | Demi-grand axe (UA)   | Période orbitale (d) | Excentricité |
| ------------------------------------------------------------------------------- | ------------ | --------------------- | -------------------- | ------------ |
|                                                                                 |              |                       |                      |              |
| Gliese 581 e                                                                    | ≥ 1,7 ± 0,2  | 0,0284533 ± 0,0000023 | 3,14867 ± 0,00039    | Fixée à 0    |
| Gliese 581 b                                                                    | ≥ 15,6 ± 0,3 | 0,0406163 ± 0,0000013 | 5,36841 ± 0,00026    | Fixée à 0    |
| Gliese 581 c                                                                    | ≥ 5,6 ± 0,3  | 0,072993 ± 0,000022   | 12,9191 ± 0,0058     | Fixée à 0    |
| Gliese 581 g*                                                                   | ≥ 3,1 ± 0,4  | 0,14601 ± 0,00014     | 36,562 ± 0,052       | Fixée à 0    |
| Gliese 581 d*                                                                   | ≥ 5,6 ± 0,6  | 0,21847 ± 0,00028     | 66,87 ± 0,13         | Fixée à 0    |
| Gliese 581 f                                                                    | ≥ 7,0 ± 1,2  | 0,758 ± 0,015         | 433 ± 13             | Fixée à 0    |
|                                                                                 |              |                       |                      |              |
| * En juillet 2014, l'existence des planètes Gliese 581 d et g a été contestée,. |              |                       |                      |              |
| Système planétaire de Gliese 581.                                               |              |                       |                      |              |

## Le signal extraterrestre de Gliese Ragbir Bhathal
En décembre 2008, le docteur Ragbir Bhathal, astronome à la Western University de Sydney capte une pulsation lumineuse émanant de Gliese 581[réf. à confirmer]. Ce signal lumineux émis de manière régulière et à forte puissance n'a pas pu être expliqué. Ne s'agissant pas d'un défaut des appareils de réception, d'un phénomène spatial connu ou d'un bruit de fond lumineux, cette pulsation d'origine inconnue porte le nom de « signal extraterrestre de Gliese Ragbir Bhathal ». Le fait que dans ce système planétaire la source lumineuse se trouve à proximité de trois planètes situées dans la zone habitable (Gliese 581 c, Gliese 581 d et Gliese 581 g), et provienne de la planète la plus proche du soleil, donc la plus apte à capter l'énergie d'origine solaire, fait de ce signal lumineux une grande source de fantasme pour les ufologues qui voient en lui une tentative de communication émise depuis la constellation de la Balance[réf. à confirmer].
Il est cependant remarquable que seuls les ufologues se soient emparés du sujet et non les astrophysiciens alors que ceux-ci sont en pleine recherche de vie extraterrestre. Par ailleurs, il est impossible de trouver un article référencé sur ce signal, la biographie du chercheur n'en parle pas. La seule mention qu'on trouve ne parle pas de Gliese 581 et ne cite d'ailleurs aucune source précise pour ce signal.
Ce dernier n'étant présent que sur les sites ufologiques et apparentés, ses caractéristiques et celles de sa découvertes n'étant précisées nulle part, son origine pas davantage, le moins qu'on puisse dire est que le mystère le plus opaque entoure son existence, et que rien de tout cela ne semble scientifique[réf. souhaitée].